# SV Pamhagen
SV Pamhagen, ze względów sponsorskich występujący w rozgrywkach pod nazwą ASVÖ Pamhagen – austriacki klub szachowy z siedzibą w Pamhagen, siedmiokrotny mistrz kraju kobiet, zdobywca Pucharu Europy kobiet w 2022 roku.

## Historia
Klub został założony w 1982 roku przez sześć osób. W sezonie 2007/2008 zespół zadebiutował w Bundeslidze, zajmując wówczas ósme miejsce. W 2009 roku zespół był czwarty w lidze, po czym uczestniczył w Pucharze Europy, gdzie został sklasyfikowany na 21. miejscu. W sezonie 2009/2010 klub zajął przedostatnie, jedenaste miejsce i spadł z Bundesligi. W późniejszym czasie klub występował w Bundeslidze jeszcze w sezonach 2014/2015, 2017/2018, 2020/2021, 2021/2022 i 2024/2025.
Od 2012 roku zespół jest uczestnikiem Bundesligi kobiet. W inauguracyjnym sezonie zajął trzecie miejsce. W 2013 roku klub zdobył mistrzostwo kraju, zadebiutował także w Pucharze Europy, zajmując ostatnie, jedenaste miejsce. W sezonach 2015/2016 i 2016/2017 klub z Pamhagen zdobył dwa kolejne tytuły mistrzowskie, a w Pucharze Europy w sezonie 2016 został sklasyfikowany na dwunastym miejscu. W latach 2019 i 2022 zespół zdobył dwa kolejne tytuły. W Pucharze Europy w sezonie 2022 klub nie przegrał żadnego meczu, wygrywając spotkania z Gambitem Skopje, Wood Green Chess Club, CE Monte-Carlo, SK Baden i Odlarem Yurdu oraz remisując z CSU ASE Superbet i Gwiazdą Bydgoszcz. ASVÖ Pamhagen zdobył trofeum, kończąc rozgrywki przed CSU ASE Superbet i CE Monte-Carlo. W latach 2024–2025 zespół ponownie został mistrzem kraju.

## Zawodnicy
Zawodnikami klubu byli m.in.:

- Julia Antolak[22]
- Rafał Antoniewski[23]
- Robert Cvek[23]
- Elina Danielian[24]
- Nana Dzagnidze[25]
- Ľubomír Ftáčnik[26]
- Miklós Galyas[27]
- Elisabeth Hapala[28]
- Sarah Hoolt[29]
- Dominik Horvath[27]
- Teodora Injac[30]
- Alina Kaszlinska[25]
- Aleksandra Malcewska[31]
- Mikuláš Maník[23]
- Ján Markoš[23]
- Ana Matnadze[30]
- Helene Mira[32]
- Batchujagijn Möngöntuul[33]
- Eva Moser[34]
- Julia Mowsesjan[31]
- Lilit Mykyrtczian[25]
- Julija Osmak[24]
- Sarah Papp[33]
- Regina Pokorná[33]
- Christopher Repka[35]
- Eva Repková[35]
- Róbert Ruck[26]
- Laura Unuk[28]
- Anna Uszenina[24]
- Joanna Worek[31]
- Anna Zatonskih[30]